# Rode fluweelvissen
Rode fluweelvissen (Gnathanacanthidae) zijn een familie van straalvinnige vissen uit de orde van Schorpioenvisachtigen (Scorpaeniformes).

## Geslacht
- Gnathanacanthus Bleeker, 1855